# 鈴木泉
鈴木 泉（すずき いずみ、1963年 - ）は、日本の哲学者。専門は西欧近世哲学ならびに現代フランス哲学。東京大学教授。2013年時点ロック雑誌『ユリシーズ』編集顧問。

## 略歴[3]
- 宮城県仙台第一高等学校　卒業
- 1986年03月：東京大学文学部哲学専修課程　卒業
- 1989年03月：東京大学大学院人文科学研究科哲学専攻修士課程　修了
- 東京大学大学院人文科学研究科哲学専攻博士課程　中途退学
- 1990年10月：東京大学教養学部助手（～1993年3月）
- 1993年04月：神戸大学文学部助教授（～2006年3月）
- 1993年08月：日本学術振興会海外特別研究員としてパリ第十大学（ナンテール）とパリ第四大学（ソルボンヌ）にて海外研修（～1995年7月）
- 2006年04月：東京大学大学院人文社会系研究科助教授、2007年准教授、2018年教授。

## 著作

### 編著
- （小泉義之共編）『ドゥルーズ/ガタリの現在』平凡社、2008年
- （松永澄夫共編）『哲学の立ち位置――哲学への誘い 新しい形を求めて〔Ⅰ〕』東信堂、2010年
- （神崎繁、熊野純彦共編）『西洋哲学史Ⅰ――「ある」の衝撃からはじまる』講談社、2011年
- （神崎繁、熊野純彦共編）『西洋哲学史Ⅱ――「知」の変貌・「信」の階梯』講談社、2011年
- （神崎繁、熊野純彦共編）『西洋哲学史Ⅲ――「ポスト・モダン」のまえに』講談社、2012年
- （神崎繁、熊野純彦共編）『西洋哲学史Ⅳ――「哲学の現代」への回り道』講談社、2012年

### 翻訳
- 『デカルト全書簡集 第4巻 1640-1641』知泉書館, 2016

大西克智,津崎良典,三浦伸夫,武田裕紀,中澤聡,石田隆太共訳
- 『スピノザ全集4 知性改善論　政治論　ヘブライ語文法綱要』岩波書店, 2024